# Natação nos Jogos Pan-Americanos de 2023 - 1500 m livre masculino
A competição de 1500 m livre masculino da natação nos Jogos Pan-Americanos de 2023 foi disputada em 25 de outubro no Centro Acuático Estadio Nacional, em Santiago, no Chile. No total, competiram 20 atletas de 14 Comitês Olímpicos Nacionais (CON).

## Calendário
Horário local (UTC-4).
| Data          | Horário | Fase  |
| ------------- | ------- | ----- |
| 25 de outubro | 17:48   | Final |

## Medalhistas
| Ouro   | BRA Guilherme Costa |
| Prata  | USA Will Gallant    |
| Bronze | VEN Alfonso Mestre  |

## Recordes
Antes desta competição, os recordes mundiais e dos Jogos Pan-Americanos da prova eram os seguintes:
| Tipo                             | Atleta            | Tempo    | Local   | Data                 |
| -------------------------------- | ----------------- | -------- | ------- | -------------------- |
|                                  | CHN Sun Yang      | 14m31s02 | Londres | 14 de agosto de 2012 |
| Recorde dos Jogos Pan-Americanos | CAN Ryan Cochrane | 15m06s40 | Toronto | 18 de julho de 2015  |

## Resultados

### Final
A final foi realizada em 25 de outubro.
| Pos. | Bateria | Raia | Atleta                 | Nacionalidade      | Tempo    | Notas |
| ---- | ------- | ---- | ---------------------- | ------------------ | -------- | ----- |
| 01 ! | 3       | 4    | Guilherme Costa        | BRA Brasil         | 15:09.29 |       |
| 02 ! | 3       | 5    | Will Gallant           | USA Estados Unidos | 15:12.94 |       |
| 03 ! | 3       | 3    | Alfonso Mestre         | VEN Venezuela      | 15:19.60 |       |
| 4    | 3       | 2    | Pedro Guastelli Farias | BRA Brasil         | 15:25.26 |       |
| 5    | 3       | 8    | Dylan Porges           | MEX México         | 15:28.53 |       |
| 6    | 3       | 7    | Lucas Ezekiel Alba     | ARG Argentina      | 15:33.32 |       |
| 7    | 3       | 1    | Alexander Axon         | CAN Canadá         | 15:35.05 |       |
| 8    | 2       | 4    | Timothé Barbeau        | CAN Canadá         | 15:35.59 |       |
| 9    | 2       | 7    | Julio Diego            | HON Honduras       | 15:42.82 |       |
| 10   | 2       | 5    | Santiago Gutierrez     | MEX México         | 15:43.39 |       |
| 11   | 2       | 6    | Gian Franco Turco      | ARG Argentina      | 15:47.95 |       |
| 12   | 2       | 2    | Rodolpho Falcón        | CUB Cuba           | 15:54.41 |       |
| 13   | 3       | 6    | Stephan Steverink      | BRA Brasil         | 15:56.02 |       |
| 14   | 2       | 3    | Eduardo Cisternas      | CHI Chile          | 16:02.34 |       |
| 15   | 2       | 1    | Christian Bayo         | PUR Porto Rico     | 16:05.96 |       |
| 16   | 1       | 4    | Rafael Ponce de Leon   | PER Peru           | 16:15.75 |       |
| 17   | 2       | 8    | Sebastian Camacho      | COL Colômbia       | 16:20.87 |       |
| 18   | 1       | 5    | Jack Barr              | BAH Bahamas        | 17:38.10 |       |
| –    | 1       | 3    | Diego Alvarado         | ESA El Salvador    | DNS      |       |

Legenda
| Recorde mundial                  | Recorde mundial (World record)               |                       | Recorde africano                      | Recorde africano (African) |                                           | Q | Classificado por posição (Qualified) |
| Recorde dos Jogos Pan-Americanos | Recorde pan-americano (Pan-American record)  | Recorde da América    | Recorde da América (Americas)         | q                          | Classificado por melhor tempo (Qualified) |   |                                      |
| Melhor marca do ano              | Melhor marca do ano (World leading)          | Recorde asiático      | Recorde asiático (Asian)              | DNS                        | Não largou (Did not start)                |   |                                      |
| Recorde nacional                 | Recorde nacional (National record)           | Recorde europeu       | Recorde europeu (European)            | DNF                        | Não terminou (Did not finish)             |   |                                      |
| Recorde pessoal                  | Recorde pessoal do atleta (Personal best)    | Recorde da Oceania    | Recorde da Oceania (Oceania)          | DSQ / DQ                   | Desclassificado (Disqualified)            |   |                                      |
| Recorde da temporada             | Recorde da temporada do atleta (Season best) | Recorde sul-americano | Recorde sul-americano (South America) | NM                         | Sem marca (No mark)                       |   |                                      |